# Arrondissement di Huy
L'arrondissement di Huy (in francese Arrondissement d'Huy, in olandese Arrondissement Hoei) è una suddivisione amministrativa belga, situata nella provincia di Liegi e nella regione della Vallonia.

## Composizione
L'arrondissement di Huy raggruppa 17 comuni:
- Amay
- Anthisnes
- Burdinne
- Clavier
- Engis
- Ferrières
- Hamoir
- Héron
- Huy
- Marchin
- Modave
- Nandrin
- Ouffet
- Tinlot
- Verlaine
- Villers-le-Bouillet
- Wanze

## Società

### Evoluzione demografica
Abitanti censiti
- Fonte dati INS - fino al 1970: 31 dicembre; dal 1980: 1º gennaio